# Aulon (Creuse)
Aulon es una comuna francesa situada en el departamento de Creuse, en la región de Nueva Aquitania.

## Demografía
| 284 | 256 | 218 | 209 | 191 | 176 | 162 |
| Para los censos de 1962 a 1999 la población legal corresponde a la población sin duplicidades (Fuente: INSEE [Consultar]) |     |     |     |     |     |     |